# Grutas de Ajanta
Ajanta é um conjunto de cavernas com pinturas rupestres de inspiração budista em Maharashtra (Índia) que remontam ao século II a.C. As grutas, comissionadas pelos Vakatakas, são um testemunho sem interrupção da história religiosa do budismo, durante um período de 700 anos.
No século XVII, o Budismo começou a desaparecer, e lentamente Ajanta foi esquecida. As grutas foram redescobertas por um oficial da Companhia das Índias Orientais em 1819, depois de vários séculos. Intrigado pelo visual de uma formação fora do comum, o seu grupo aventurou-se a ir mais baixo para descobrir Ajanta. Desde então tem havido muitos esforços de restauração para conservar as grutas especialmente as pinturas.
Através de Ajanta nós podemos aprender sobre as várias facetas da vida antiga na Índia — desde o traje do povo, o trabalho artístico dos artesãos e as crenças religiosas daquela época até à posição política e económica dos governantes.
Hoje, as grutas de Ajanta são um dos principais destinos turísticos da Índia e foram declaradas Património Mundial da UNESCO em 1983.

## Galeria

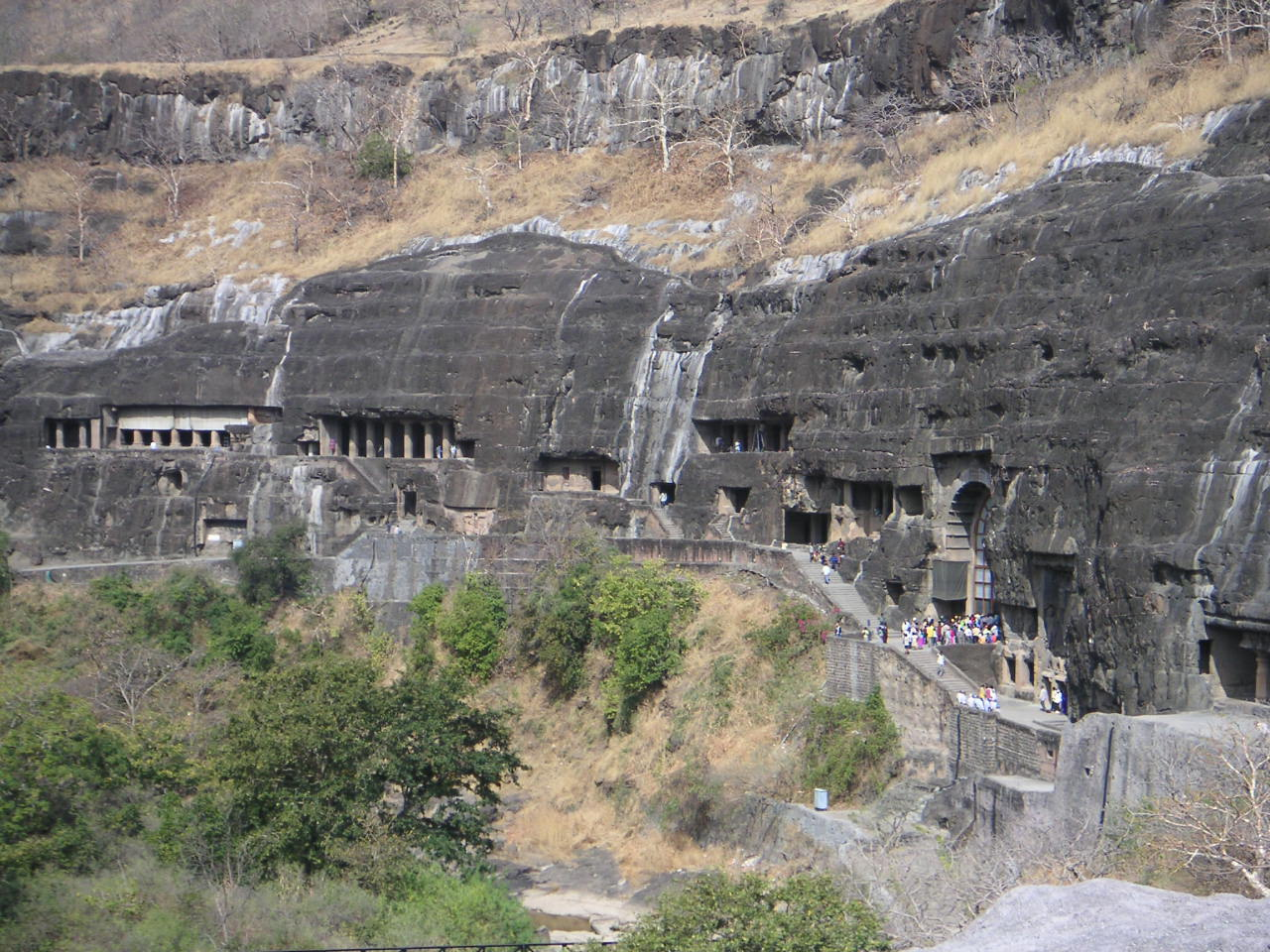
Vista exterior das grutas de Ajanta
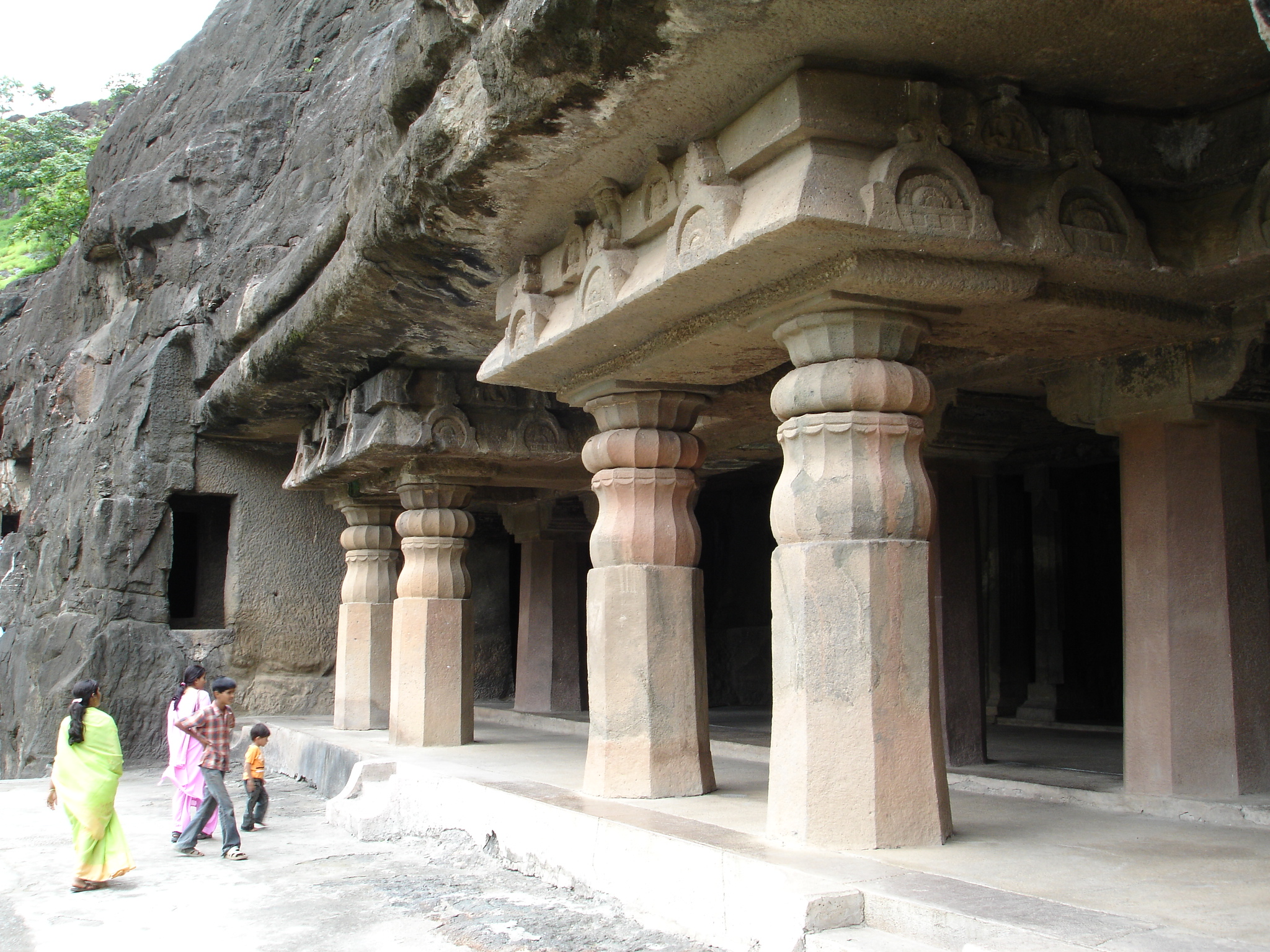
Uma das grutas
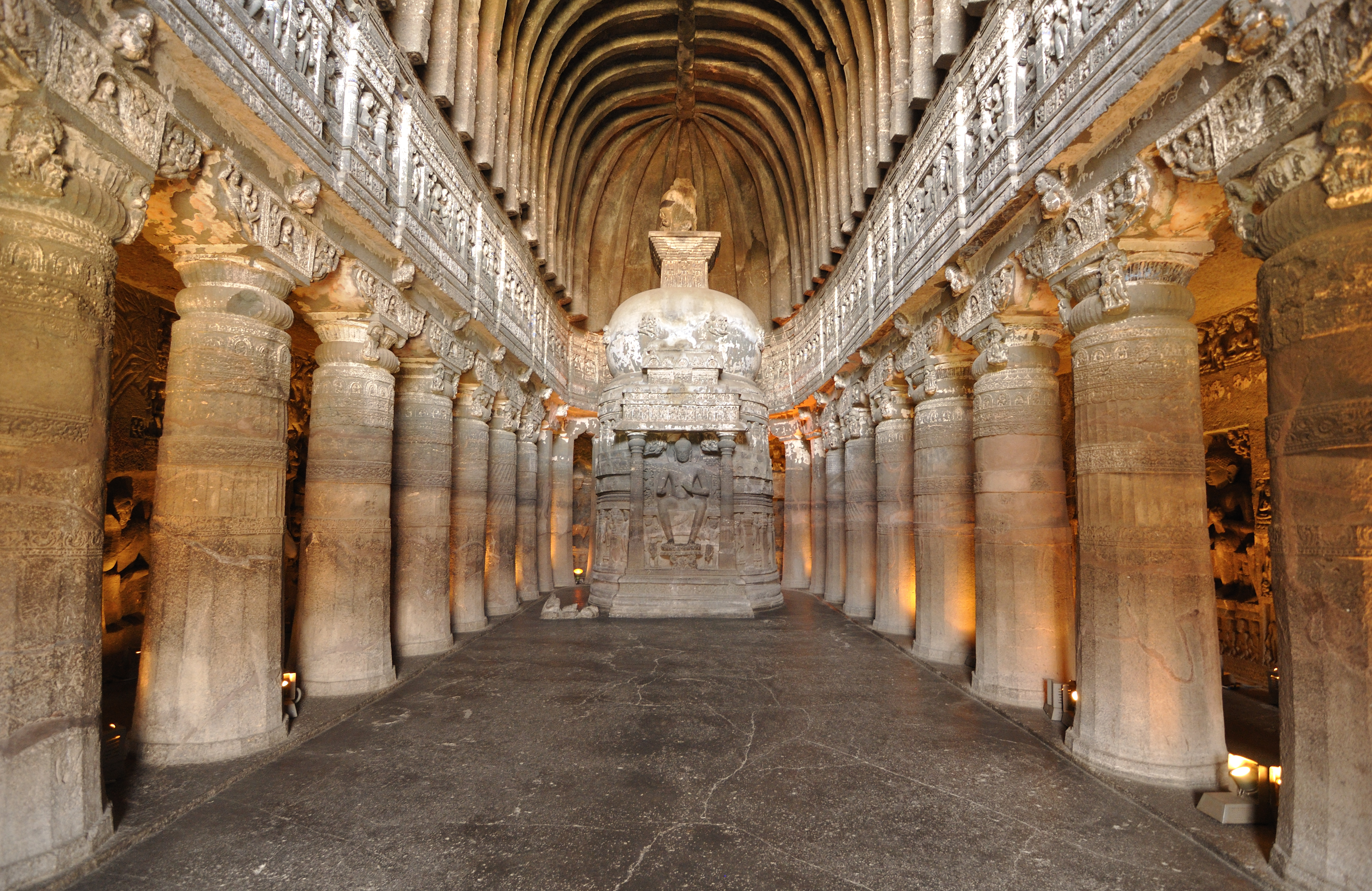
Caverna nº 26 de Ajanta